# Haïdra (délégation)
Haïdra est une délégation tunisienne dépendant du gouvernorat de Kasserine.
En 2004, elle compte 8 716 habitants dont 4 251 hommes et 4 465 femmes répartis dans 1 988 ménages et 2 685 logements.